# Canones Romanorum ad Gallos episcopos
Die Canones (synodi) Romanorum ad Gallos episcopos (Jaffé-Nummer: JK post 285; CPL-Nummer: 1632; Incipit: Dominus inter cetera) sind eine kleine Sammlung von römischen Synodalbeschlüssen aus dem späten 4. Jahrhundert in Form eines Briefes an die Bischöfe Galliens. Die Forschung geht überwiegend davon aus, dass Papst Siricius das Schreiben nach 384 verfasste, aber auch die Zuschreibung zu Damasus I. und damit eine Datierung auf die Jahre 382 bis 384 wird vertreten. Anhänger einer Frühdatierung haben das Schreiben als ‚erste Dekretale‘ bezeichnet; in der Regel wird dies aber über ein anderes Schreiben des Siricius gesagt, nämlich das an Himerius von Tarragona aus dem Jahr 385, das nach seinem Incipit auch Directa ad decessorem genannt wird (Jaffé-Nummer: JK 255).

## Inhalt
Das anonym überlieferte, aber offensichtlich von einem römischen Bischof verfasste Schreiben gibt sich als Antwort auf eine Anfrage gallischer Bischöfe (Reskript) zu Fragen der kirchlichen Disziplin aus und zitiert dabei die Canones. Das erste Thema sind Mädchen und Frauen, die aus religiösen Gründen sexuelle Enthaltsamkeit gelobt haben oder dies beabsichtigen; wenn sie dennoch heirateten, so der Papst, solle ihnen eine schwere Buße auferlegt werden. Zweitens geht es um Priester, die dem Schreiben zufolge sowohl nach biblischen Vorschriften als auch laut kirchlicher Tradition körperliche Enthaltsamkeit üben müssten; dies wird damit begründet, dass Priester wie die Leviten des Alten Testament sexuell abstinent sein sollten, wenn sie Kulthandlungen vollzogen, sowie mit der größeren Glaubwürdigkeit, wenn ein Priester weiblichen Laien sexuelle Enthaltsamkeit als Tugend predige. Sexuelle Kontakte werden in diesem Zusammenhang als ‚Verunreinigung‘ (pollutio) beschrieben; in der Forschung ist diese Stelle als Beleg verstanden worden, dass der Zölibat der Priester in der Westkirche vor allem mit kultuischer Reinheit begründet worden sei. Eine Reihe weiterer Fragen werden kürzer behandelt: Kleriker sollen keine Spiele ausrichten und dürfen nur einmal heiraten; Diakone dürfen keine Sünder rekonzilieren; die Wirksamkeit des Chrisam; Leviratsehen, obwohl früher zulässig, sind Christen verboten; wer in Ausübung öffentlicher Ämter für Todesstrafen und Folter verantwortlich ist, kann erst nach hinreichender Buße Bischof werden; die Ehe zwischen einer Frau und ihrem Onkel ist verboten; vor dem Bischofsamt sind die anderen Weihegrade in gebührender Zeit zu durchlaufen; wer Bischof einer Kirche ist, darf nicht andernorts Bischof werden (Translationsverbot); Kleriker, die von ihren Ämtern abgesetzt werden, dürfen auf keinen Fall andernorts wieder aufgenommen werden; kein Bischof soll außerhalb seiner Diözese Weihen spenden.

## Überlieferung
Die Canones sind als Teil anderer Kanones-Sammlungen überliefert, nämlich der Collectio Sancti Mauri sowie der beiden rhätischen Sammlungen, die als Collectio Weingartensis und Collectio Tuberiensis bekannt sind; alle drei stammen wohl aus dem späten sechsten Jahrhundert. Die Collectio Sancti Mauri ist in drei Handschriften erhalten, nämlich einer aus dem achten Jahrhundert (Den Haag, Museum Meermanno, 10.B.4) und zweien aus dem neunten (Paris, BnF, lat. 145 und BAV, Reg. lat. 1127). Étienne Baluze berichtet, eine weitere (heute verlorene) Handschrift in Laon gesehen zu haben. Von den beiden anderen Sammlungen ist jeweils nur eine Abschrift bekannt. Die älteren Forschung (bis einschließlich Duval) kannte nur die beiden jüngeren Handschriften der ersten Sammlung.

## Editionen und Übersetzungen
Die editio princeps erfolgt durch Jacques Sirmond. Eine kritische Edition auf Basis aller bekannter Handschriften fehlt.
- Ernest Charles Babut: La plus ancienne décrétale. Société Nouvelle de Librairie et d’Édition, Paris 1904, S. 69–87. Digitalisat
- Yves-Marie Duval: La décrétale Ad Gallos episcopos, son texte et son auteur : texte critique, traduction française et commentaire (= Supplements to Vigiliae Christianae Band 73). Brill, Leiden 2005, ISBN 90-04-14170-7.
- Ursula Reutter: Damasus, Bischof von Rom (366–384). Leben und Werk (= Studien und Texte zu Antike und Christentum. Band 55). Mohr Siebeck, Tübingen 2009, ISBN 978-3-16-149848-0; eingeschränkte Vorschau in der Google-Buchsuche, S. 192–212. [Lateinischer Text nach Babut mit deutscher Übersetzung.]
- Hermann Josef Sieben: Vetustissimae epistulae Romanorum pontificum / Die ältesten Papstbriefe Band  1 (= Fontes Christiani. Band 58/1) Herder, Freiburg 2014, S. 238–263. [Lateinischer Text nach Babut mit deutscher Übersetzung von Reutter.]